# Johannes Rieder
Johannes Rieder (* 9. August 1893 in Dreimüllerhof; † 22. Januar 1956 in Adenau) war ein deutscher Verwaltungsbeamter und Landrat im Landkreis Daun.

## Leben
Nach seinem Abitur im Jahre 1913 in Andernach absolvierte Rieder ein erfolgreiches Diplomstudium an der Landwirtschaftlichen Hochschule in Bonn und war dort ab 1913 Mitglied der katholischen Studentenverbindung KDStV Ripuaria Bonn. Im Anschluss studierte er in Berlin Rechtswissenschaften und wurde zum Dr. phil. und Dr. iur. promoviert. 1921 erhielt er eine Anwärterstelle bei der Landeskulturverwaltung in Köln und 1922 wurde er Vorsteher des Kulturamtes in Simmern. Nachdem er 1923 durch die Französische Besatzungsmacht ausgewiesen worden war, nahm er eine Stelle als Dezernent für Weinbau beim Reichsernährungsministerium an und erhielt dort 1929 seine Ernennung zum Oberregierungsrat. Nach der Machtübernahme durch die Nationalsozialisten wurde er 1933 aus politischen Gründen vom Dienst entlassen. Rieder war dann bis 1952 als Kulturamtsvorsteher in Adenau tätig, von wo er als Oberregierungsrat zur Bezirksregierung Trier versetzt wurde und noch im gleichen Jahr seine Ernennung zum Landrat des Landkreises Daun erhielt. 
Während seiner Amtszeit bis 1955 setzte er sich vornehmlich für die Zusammenlegung von Grundstücken ein, was den Kreis Daun im Bezug auf die übrigen Eifelkreise an die Spitze brachte. Er widmete sich in diesem Zusammenhang auch mit Engagement um Verbesserungen auf dem Sektor der Landwirtschaft sowie in der Wirtschaftsförderung. Infolge einer von seinem Vorgänger als Landrat begonnene Initiative zur Ansiedelung von örtlicher Industrie, die er zielgerichtet fortführte, siedelten sich 1953 und 1954 zwei größere Brotfabriken in Daun an. Hinzu kamen noch ein Teerschotterwerk bei Waldkönigen, ein Mühlenbaubetrieb in Niederehe, ein weiteres größeres Sägewerk in Hillesheim sowie noch eine Fabrik zur Herstellung von Werkstatt- und Lagerausstattungen in Hillesheim. Aufgrund einer Krankheit musste er sein Amt nach 3 Jahren Tätigkeit aufgeben. Im Jahr 1956 verstarb er während einer schwierigen Operation.